# Václav Nebeský (manažer)
Václav Nebeský (* 31. října 1977) je český manažer, od října 2019 do prosince 2020 generální ředitel a předseda představenstva Českých drah, v letech 2017 až 2019 náměstek ministryně pro místní rozvoj ČR.

## Život
Absolvoval Střední průmyslovou školu dopravní v Praze a později vystudoval bakalářský obor dopravní management, marketing a logistika na Dopravní fakultě Jana Pernera Univerzity Pardubice, kde získal titul Bc. Je ženatý, s manželkou Olgou žijí v Praze.[zdroj?]
V letech 1996 až 2000 působil v Českých drahách jako výpravčí vlaků, poté v letech 2000 až 2005 jako technolog a systémový specialista. Později byl také v dceřiných firmách skupiny, a to ČD – Telematika (2005 až 2008, 2014 až 2016) a ČD Informační systémy (krátce 2017). V letech 2009 až 2014 byl ředitelem a jednatelem společnosti RPP International a v letech 2011 až 2018 majitelem a statutárním ředitelem společnosti VISEFI. Od roku 2014 působil taktéž jako poradce představenstva zkrachovalé firmy UniControls a v letech 2016-2017 působil v této firmě na pozici technického ředitele. V prosinci 2017 se stal politickým náměstkem ministryně pro místní rozvoj ČR Kláry Dostálové. Funkci zastával do podzimu 2019.
Dne 25. září 2019 ho totiž s účinností od 1. října zvolila dozorčí rada generálním ředitelem a předsedou představenstva Českých drah (ČD). Politická opozice však volbu kritizovala, neboť Nebeského manželka Olga měla na Ministerstvu pro místní rozvoj ČR na starosti odpověď České republiky na návrh auditní zprávy Evropské komise k údajnému střetu zájmů premiéra Andreje Babiše a holdingu Agrofert. Post zastával do prosince 2020, kdy se přesunul na pozici místopředsedy představenstva Českých drah. Novým předsedou představenstva a generálním ředitelem ČD se stal Ivan Bednárik. Změny měly podle ministra dopravy ČR Karla Havlíčka podnik posílit na úrovni finančně-krizového řízení. V polovině února 2022 rezignoval na členství v představenstvu ČD.